# 106 до н. е.

## Події
- Кілька успішних походів Марія. Розгром Югурти.
- Приєднання римлянами галльського міста Толоза.

## Народились
- 3 січня — римський оратор, письменник, політик Марк Туллій Цицерон
- 29 вересня — Гней Помпей Великий, римський полководець і державний діяч.